# Abou al-Hussein al-Husseini al-Qourachi
Abou Al-Hussein al-Husseini al-Qourachi (en arabe : أبو الحسين الحسيني القرشي) est un djihadiste, cinquième chef et quatrième « calife » de l'organisation État islamique à partir du 30 novembre 2022 et ce jusqu'à sa mort en 2023.
Sa mort est dans un premier temps revendiquée par la Turquie, à la suite d'une opération à Jandairis (en), dans le gouvernorat d'Alep, lors de la nuit du 29 au 30 avril 2023. L'État islamique annonce pour sa part la mort de son chef le 3 août 2023, à la suite d'affrontements contre Hayat Tahrir al-Cham dans le gouvernorat d'Idleb. Alors que HTS dément l'information, les États-Unis confirment l'implication de ce dernier.

## Biographie

### Arrivée au pouvoir
Sa nomination en tant que chef de l'organisation est annoncée le 30 novembre 2022, par le porte-parole du groupe, Abou Omar al-Mouhajir (ar), lors d'un enregistrement audio, via l'une des branches médiatiques du groupe : al-Furqan Media Foundation.
L'audio affirme en premier lieu la mort de son prédécesseur Abou al-Hassan al-Hachimi al-Qourachi, troisième calife de l'État islamique et prédécesseur d'Abou Al-Hussein al-Husseini,. S'agissant d'Abou al-Hussein al-Husseini, le document audio ne mentionne que sa kounya, ses nisab et sa qualité d'« ancien combattant ».
En janvier 2023, un canal de diffusion tenu par des transfuges de l'ÉI affirme qu'Abou al-Hussein est Irakien comme ses prédécesseurs et qu'il a été nommé par le Conseil consultatif, dirigé par Abd al-Raouf al-Muhajir,, émir de l'administration générale des provinces de l'État islamique.
Après la mort d'Abou al-Hasan, le précédent dirigeant, Abou al-Hussein al-Husseini a pris la direction de l'État islamique. Selon le groupe terroriste, son prédécesseur est mort en combattant « les ennemis de Dieu ». Les États-Unis ont également affirmé qu'il avait été tué dans la province de Deraa, dans le sud de la Syrie, lors d'une opération menée par l'Armée syrienne libre. Abou Omar al-Mouhajir, le porte-parole officiel de l'État islamique, a annoncé la nomination d'Abou al-Hussein al-Husseini en tant que nouveau calife dans un message audio, diffusé par le média Al-Furqan. Média qui est le principal organe de communication de l'État islamique.

### Leader de l'Etat islamique
En janvier 2023, Abou al-Hussein avait reçu des serments d'allégeance de toutes les provinces de l'État islamique,, ainsi que de soutiens de l'État islamique dans environ 40 pays. Il reçoit également quelques serments de soutien de personnes extérieures au groupe qui n'en faisaient pas partie auparavant,.

### Mort

Maison et morceaux de cadavre (censurés) présentés comme ceux d'Abou al-Hussein al-Qourachi par les médias turcs.

Le 30 avril 2023, le président turc Recep Tayyip Erdoğan revendique la mort par suicide du chef de l'État islamique au cours d'une opération menée par les services de renseignement turcs,,. Cependant, aucune confirmation des États-Unis ou de l'État islamique ne vient étayer cette revendication. Cette opération aurait eu lieu à Jandairis (en), près d'Afrine, dans le gouvernorat d'Alep, dans la nuit du 29 au 30 avril,.
Le 3 août 2023, peu avant 19 h (UTC+3), le nouveau porte-parole de l'État islamique, Abou Houdheifa al-Ansari, annonce qu'Abou al-Hussein al-Husseini al-Qourachi « a été tué après une confrontation directe » avec Hayat Tahrir al-Cham « dans l'une des villes de la campagne d'Idleb ». La date et le lieu exact de sa mort ne sont cependant pas précisés. Abou Hafs al-Hachemi al-Qourachi est désigné pour lui succéder.
Abou Houdheifa al-Ansari affirme également que le précédent porte-parole de l'ÉI a été capturé au cours du combat et que le corps d'Abou al-Hussein al-Husseini a été remis à la Turquie par Hayat Tahrir al-Cham. 
Le 4 août 2023, le service général de sécurité d'Idleb (dépendant du Hayat Tahrir al-Cham) publie un communiqué dans lequel il « nie en bloc l'allégation » de l'État islamique selon laquelle il serait à l'origine de « la liquidation de son prétendu calife », ajoutant que si ça avait été le cas il aurait annoncé publiquement cette « bonne nouvelle ».